# Hong Kong First Division 1983/84
In 1983/84 werd het 72ste seizoen van de Hong Kong First Division League gespeeld voor voetbalclubs uit de toenmalige Britse kroonkolonie Brits Hongkong. Seiko werd kampioen. 

## Eindstand
| Plaats | Club         | Wed. | W  | G | V  | Saldo | Ptn. |
| ------ | ------------ | ---- | -- | - | -- | ----- | ---- |
| 1.     | Seiko        | 16   | 10 | 5 | 1  | 40:19 | 25   |
| 2.     | Bulova       | 16   | 11 | 3 | 2  | 25:10 | 25   |
| 3.     | Happy Valley | 16   | 8  | 4 | 4  | 23:12 | 20   |
| 4.     | South China  | 16   | 6  | 5 | 5  | 20:22 | 17   |
| 5.     | Eastern AA   | 16   | 4  | 8 | 4  | 23:17 | 16   |
| 6.     | Tung Sing    | 16   | 4  | 5 | 7  | 14:21 | 13   |
| 7.     | Zindabad     | 16   | 4  | 3 | 9  | 19:20 | 11   |
| 8.     | Rangers      | 16   | 3  | 5 | 8  | 12:30 | 11   |
| 9.     | Sea Bee      | 16   | 1  | 4 | 11 | 9:34  | 6    |

|  | Kampioen                                                    |
|  | Trok zich vrijwillig terug uit de competitie na dit seizoen |

### Kampioen
| Hong Kong First Division League 1983/84 |
| Hong Kong                               |
| --------------------------------------- |
| SEIKO Kampioen (8° titel)               |